# 陈明昊
陈明昊（1977年8月11日—），男，中国大陆影视和话剧演员、导演、艺术总监，中国国家话剧院演员、导演。毕业于中央戏剧学院。

## 影视作品

### 电视剧 棋士
理想之城 汪煬
漫長的季節 馬德勝
180天重啟計畫 顧康旗(中年)